# Kvantni harmonični oscilator
Kvantni harmonični oscilator je kvantnomehanski analogon klasičnemu harmoničnemu oscilatorju (harmoničnemu nihalu). Harmonično nihanje se dobi vselej, kadar je potencialna energija kvadratna funkcija odmika, zato se vsak sistem s tako potecialno energijo imenuje harmonični oscilator. V kvantni mehaniki ima zelo velik pomen, saj se lahko večino potencialov aproksimira s harmoničnim, če se delec giblje v okolici neke stabilne ravnovesne lege. Poleg tega je to eden redkih potencialov, za katerega se zna v kvantni mehaniki analitično poiskati rešitve. 

## Enorazsežni harmonični oscilator
Če se obravnava ta problem v eni razsežnosti, izgleda Hamiltonov operator (v kvantni mehaniki je to operator za energijo) tako:
{\displaystyle {\hat {H}}={\frac {{\hat {p}}^{2}}{2m}}+{\frac {1}{2}}k{\hat {x}}^{2}\!\,,}
kjer je {\displaystyle {\hat {x}}\!\,} operator lege in {\displaystyle {\hat {p}}\!\,} operator gibalne količine, ki se izraža kot {\displaystyle {\hat {p}}=-i\hbar {\partial  \over \partial x}\!\,} , {\displaystyle m\!\,} je masa delca in {\displaystyle k\!\,} je konstanta sile, ki povzroča nihanje, ponavadi se jo prepiše v {\displaystyle k=m{\omega }^{2}\!\,} , kjer je {\displaystyle \omega \!\,} krožna frekvenca delca. Prvi člen hamiltoniana predstavlja tako kinetično energijo delca, drugi pa potencialno. Energija je konstantna, če ni upora ali trenja. 
Kot je navada v kvantni mehaniki, se poišče rešitve problema prek Schrödingerjeve enačbe, v tem primeru stacionarne (neodvisne od časa), v Diracovem zapisu: {\displaystyle {\hat {H}}\left|\psi \right\rangle =E\left|\psi \right\rangle \!\,}, kjer so {\displaystyle E\!\,} lastne vrednosti Hamiltonovega operatorja, {\displaystyle \left|\psi \right\rangle \!\,} pa so lastne funkcije (imenujejo se tudi lastna stanja) taistega operatorja. Cilj je, da se poračuna to dvoje. Lastne vrednosti so realna števila in pri Hamiltonovem operatorju obenem določajo energijske nivoje. 
Iskanje lastih funkcij harmoničnega oscilatorja pomeni spretno manipuliranje z diferencialnimi enačbami, katerih koeficienti niso konstantni. Na koncu se izkaže, da izgledajo lastne funkcije tega problema tako: 
{\displaystyle \psi _{n}(x)={\frac {1}{\sqrt {2^{n}\,n!}}}\cdot \left({\frac {m\omega }{\pi \hbar }}\right)^{1/4}\cdot e^{-{\frac {m\omega x^{2}}{2\hbar }}}\cdot H_{n}\left({\sqrt {\frac {m\omega }{\hbar }}}x\right),\qquad n=0,1,2,\ldots \!\,,}
kjer so {\displaystyle H_{n}\!\,} tako imenovani Hermitovi polinomi:
{\displaystyle H_{n}(z)=(-1)^{n}~e^{z^{2}}{\frac {\mathrm {d} ^{n}}{\mathrm {d} z^{n}}}\left(e^{-z^{2}}\right)\!\,.}
Lastne vrenosti energije pa so: 
{\displaystyle E_{n}=\hbar \omega \left(n+{1 \over 2}\right)=(2n+1){\hbar  \over 2}\omega \!\,.}
Ta energijski spekter je zanimiv iz treh razlogov: prvič, energije so kvantizirane, kar pomeni, da se energija lahko pojavi le kot diskretna količina (celo število plus polovička {\displaystyle \hbar \omega \!\,}), kar je tipično za kvantne sisteme, ko je opravka z omejenim delcem. (Mimogrede, ta teorija se imenuj kvantna mehanika, saj je ena njenih glavnih ugotovitev ta, da se energija prenaša v »paketkih« – t.i. kvantih.). Drugič, tej diskretni energijski nivoji so med sabo enako razmaknjeni, kar nasprotuje Bohrovemu modelu. Tretjič, najnižja možna energija (pri vrednosti {\displaystyle n=0\!\,}), tako imenovano osnovno stanje, ni enaka minimumu potenciala, ampak se nahaja {\displaystyle {\frac {\hbar \omega }{2}}\!\,} nad njim. Posledično se zgodi, da v osnovnem stanju lega in gibalna količina nista določena, kakor veleva Heisenbergovo načelo nedoločenosti.
Kot se ve iz osnov kvantne mehanike, valovna funkcija oziroma stanje predstavlja gostoto verjetnosti za to, kje se najde delec. V primeru harmoničnega oscilatorja je gostota verjetnosti za osnovno stanje skoncentrirana okrog izhodišča, kar pomeni, da se delec najverjetneje nahaja v dnu potenciala, kakor se pričakuje od nizkoenergijskih stanj. Z večanjem energije se prehaja vedno bolj v klasično fiziko (to v splošnem velja v kvantnomehanskih sistemih). Verjetnostna gostota ima pri višjih energijah vrhove pri t.i. obračalnih točkah. Če se predstavlja klasični harmonični oscilator, torej vzmetno nihalo, so obračalne točke tam, kjer nihalo zamenja smer. Tam se namreč nihalo najlažje najde, saj se v obračalnih točkah najpočasneje premika.

## Metoda kreacijskih in anihilacijskih operatorjev
To metodo je izumil Paul Dirac predvsem zato, ker se lahko na ta način izogne reševanju diferencialnih enačb in okornim Hermitovim polinomom in vseeno poračuna lastne vrednosti energije. Lestvična metoda je uporabna predvsem pri rokovanju s težjimi problemi, ki so vseprisotni v kvantni teoriji polja. Začne se tako, da se definira {\displaystyle a\!\,} in {\displaystyle a\dagger \!\,} 'a-adjungirano':
{\displaystyle {\begin{aligned}a&={\sqrt {m\omega  \over 2\hbar }}\left({\hat {x}}+{i \over m\omega }{\hat {p}}\right)\\a^{\dagger }&={\sqrt {m\omega  \over 2\hbar }}\left({\hat {x}}-{i \over m\omega }{\hat {p}}\right)\end{aligned}}}
Preko teh dveh operatorjev se lahko izrazi operator lege {\displaystyle {\hat {x}}\!\,}in operator gibalne količine {\displaystyle {\hat {p}}\!\,}:
{\displaystyle {\begin{aligned}{\hat {x}}&={\sqrt {{\frac {\hbar }{2}}{\frac {1}{m\omega }}}}(a^{\dagger }+a)\\{\hat {p}}&=i{\sqrt {{\frac {\hbar }{2}}m\omega }}(a^{\dagger }-a)~.\end{aligned}}}
Operator {\displaystyle a\!\,} ni hermitski, kar pomeni, da ni enak svojemu adjungiranemu operatorju {\displaystyle a\dagger \!\,}. Če se deluje z enim ali drugim operatorjem na lastno stanje energije {\displaystyle |n\rangle \!\,}, se zgodi naslednje:
{\displaystyle {\begin{aligned}a^{\dagger }|n\rangle &={\sqrt {n+1}}|n+1\rangle \\a|n\rangle &={\sqrt {n}}|n-1\rangle .\end{aligned}}}
Vidi se lahko torej, da če se delujo na lastno stanje energije z operatorjem {\displaystyle a\!\,}, se dobi za en kvant energije nižji energijski nivo, zato se ta operator imenuje tudi anihilacijski operator (oziroma operator zniževanja). Analogno se dobi z delovanjem operatorja {\displaystyle a\dagger \!\,} za en kvant višji nivo in se zato imenuje kreacijski operator (operator zviševanja). S pomočjo teh dveh operatorjev se torej udobno sprehaja po lestvici energijskih nivojev harmoničnega oscilatorja. Tudi Hamiltonov operator se lahko izrazi z {\displaystyle a\!\,} in {\displaystyle a\dagger \!\,}:
{\displaystyle H=\hbar \omega (a\dagger a+{\frac {1}{2}})\!\,.}
Zanimivo si je ogledati še komutator anihilacijskega in kreacijskega operatorja: {\displaystyle [a,a^{\dagger }]=1\!\,}. Zmnožek operatorjev {\displaystyle aa\dagger \!\,} se imenuje tudi operator štetja, saj če se s tem zmnožkom deluje na lastno stanje, se dobi število ({\displaystyle n\!\,}) – podatek o tem, v katerem energijskem stanju je harmonični oscilator: {\displaystyle a\dagger a|n\rangle =n|n\rangle \!\,}. Pomembno je pripomniti še to, da se z anihilacijskim operatorjem ne da priti do neskončnih negativnih energij, saj, ko se z njim deluje na osnovno stanje, se dobi ničlo v vektorskem prostoru: {\displaystyle a\left|0\right\rangle =0\!\,}.